# Liste des villes fantômes de l'Oklahoma
Cet article recense les villes fantômes de l'Oklahoma, aux États-Unis.

## Liste alphabétique
- Acme
- Adamson
- Alluwe
- Alpha
- America
- Alsuma
- Autwine
- Avard
- Avery
- Avoca
- Bathsheba
- Beer City
- Bell
- Benton
- Bernice
- Bickford
- Big Cedar
- Blackburn
- Boggy Depot
- Braithwaite
- Bridgeport
- Brinkman
- Bromide
- Button Springs
- Carpenter
- Cayuga
- Center
- Centralia
- Cestos
- Chahta Tamaha
- Charleston
- Cheek
- Cherokee Town
- Chism
- Chisholm Spring
- Citra
- Clarkson
- Cloud Chief
- Cold Springs
- Cooperton
- Corbett
- Cowboy Flats
- Cross
- Dale
- Dawson
- Dillard
- Doaksville
- Doby Springs
- Douglas City
- Douthat
- Downs
- Eagle City
- Eagletown
- Eddy
- Empire
- Fallis
- Fame
- Fennell
- Fisher
- Fleetwood
- Foraker
- Fowlerville
- Francis
- Frazer
- Garnetville
- Glenwood
- Gotebo
- Grand
- Gumbo Pit
- Hale
- Hanson
- Harrison
- Helsel
- Hext
- Hockerville
- Holder
- Hollister
- Hope
- Humphreys
- Indiahoma
- Indianapolis
- Independence
- Ingalls
- Ingersoll
- Iron Post
- Jefferson
- Jennings
- Jester
- Karma
- Keokuk Falls
- Keystone
- Kibby
- Kusa
- Lacey
- Lake Creek
- La Kemp
- Lehigh
- Lenna
- Lenora
- Liberty
- Lone Pine
- Lone Star
- Loveland
- Lovell
- Lugart
- Lyman
- Magee
- Marina
- Mayes
- Maxwell
- Meers
- Miller Court House
- Milton
- Mineral
- Mouser
- Navajoe
- New Spring Place
- Newby
- Nicksville
- Non
- Oakdale
- Oak Wall
- Orr
- Olney
- Paw Paw
- Park Hill
- Parkland
- Parkersburg
- Phroso
- Picher
- Pine Valley
- Piney
- Prot
- Provine
- Quay
- Quinlan
- Pyramid Corners
- Radium Town
- Redden
- Redland
- Reed
- Reeding
- Reno City
- Richards Spur
- Roxana
- Roy Rogers
- Sacred Heart
- Sante Fe
- Scipio
- Silver City
- Stecker
- Sumpter
- Stuart
- Texanna
- Texola
- Three Sands
- Trousdale
- Tuskegee
- Uncas
- Washunga
- Webb
- White Bead
- Wildman
- Wirt
- Witcher
- Wolf
- Womack
- Woodford
- Yewed
- Yonkers
- Zena
- Zincville